# Divorciémonos mi amor
Divorciémonos mi amor est une pièce de théâtre comique mexicaine de Patricia Martínez. C'est une pièce divertissante destinée à un public d'adolescents et d'adultes.

## Synopsis
Daniela et Alejandro forment un couple marié depuis plus de sept ans. Comme d'autres couples, ils traversent une crise. Ayant décidé de divorcer, ils passent un dernier weekend dans leur maison de campagne avant de la mettre en vente. Ils n'y sont pas seuls : apparaissent aussi Linda, la maîtresse d'Alejandro, avec son frère Melitón, ainsi que Benny, le meilleur ami de Daniela. Cette situation donne lieu à une série de quiproquos, de malentendus et de surprises. Les couples vont-ils trouver une réponse à leurs problèmes matrimoniaux ?

## Distribution
- David Zepeda : Alejandro, époux de Daniela, amant de Linda[1]
- Mariana Seoane : Daniela, épouse d'Alejandro[2]
- Julián Gil : Benigna, travesti, meilleur ami de Daniela[3]
- Malillany Marín : Linda, maîtresse d'Alejandro, sœur de Melitón[4]
- Pablo Lyle : Diego[5]
- Alexis Ayala : Melitón, frère de Linda[6]
- Sergio Mayer (alterne avec Alexis Ayala)[7]

## Fiche technique
- Auteur : Patricia Martínez
- Production : Omar Suárez[8]
- Mise en scène : José Elías Moreno
- Costumes : Mitzy